# Justo Juez de la noche
El Justo Juez de la noche es un personaje de leyenda de El Salvador. Según la tradición oral, es un fantasma que se aparece a quienes deambulan por los caminos rurales a altas horas de la noche, otros lo describen montado sobre un caballo negro. Según las narraciones, esta aparición es un sujeto alto que no posee cabeza. En su lugar, aparece una columna de humo. Normalmente suele asustar a sus víctimas antes de lastimarlas haciendo ruidos y entrando a sus cuerpos en las noches mientras duermen (si es que lo hacen), ya que él provoca que se les quite el sueño y no duerman hasta altas horas de la madrugada; y así es su forma de hacer que las personas estén cansadas y piensen que los ruidos y cosas que ven son alucinaciones por no descansar bien. Si cuentas con un justo juez cerca sin saber cómo apareció es mejor que tengas cuidado y te pongas alerta a ver si alguna de las señales ya están sucediendo, de ser así será necesario hacer un sacramento en la noche a las 4:13am exactamente. Sólo personas que tienen ascendencia de brujas o adivinos son las que temen a justo juez y alaban.
Quienes se han visto sorprendidos por el Justo Juez, afirman haber  sido advertidos de regresar a sus casas, pues el espectro afirma que la noche le pertenece solo a él. En más de una ocasión, mostrándose como un vigilante del orden, azota a cualquier incauto  a manera de reprimenda.
El Justo Juez pertenece al folklore de El Salvador, y su origen parece situarse en la época de la colonización española. El poeta Roque Dalton le dedicó esta prosa: 

Seco como un árbol aniquilado por el bejuco matapalo, su rostro brilla levemente con la ceniza pálida  de los siglos y sus ojos rojos tienen un fondo donde nos espera la locura o la muerte. Nadie más justo que él, sin embargo. De ahí  su nombre. Solamente los fatuos, los necios y los obstinados deben temer su daño sin motivos especialmente graves...

La Dirección General de Correos de ese país emitió un sello postal con este personaje en el 2004, dentro de la serie "Leyendas de El Salvador".